# Cambalache (película)
Cambalache (título original en inglés Clambake) es una película musical estadounidense de 1967 dirigida por Arthur H. Nadel y protagonizada por Elvis Presley, Shelley Fabares y Bill Bixby. Escrita para la pantalla por Arthur Browne Jr., la película trata sobre el heredero de una fortuna petrolera que cambia de lugar con un instructor de esquí acuático en un hotel de Florida para ver si a las chicas les gusta él por sí mismo, en lugar de por el dinero de su padre. Fue la última de las cuatro películas de Presley para United Artists. La película alcanzó el número 15 en las listas de taquilla semanales nacionales.

## Trama
Scott Hayward (Presley) se rebela contra los planes y expectativas de su padre, el extremadamente rico magnate petrolero Duster Hayward (Gregory). Conduce a Florida en su Chevrolet Corvette Stingray Racer rojo de 1959 para encontrarse a sí mismo. Cuando Scott se detiene para cargar gasolina y tomar un refrigerio, se encuentra con Tom Wilson (Hutchins), quien se dirige a trabajar como instructor de esquí acuático en un hotel de Miami. Un comentario casual de Tom le da a Scott la idea de cambiar de identidad con Tom para poder descubrir cómo reacciona la gente ante él como una persona común en lugar de como un millonario. Tom se divierte alojándose en el mismo hotel y fingiendo que es rico.
Poco después, la huésped del hotel Dianne Carter (Fabares) insiste en tomar una lección minutos después de que Scott se registra con su nuevo «empleador». Sin embargo, una vez que están en el agua, Dianne demuestra ser una esquiadora experta, realizando maniobras sofisticadas para llamar la atención del joven y adinerado playboy James J. Jamison III (Bixby). Más tarde, Dianne le confiesa a Scott que ella es una cazafortunas, suponiendo que él también lo sea. Scott acepta ayudar a Dianne a conseguir a Jamison, pero termina enamorándose de ella.
Scott convence al constructor de botes Sam Burton (Merrill) para que le permita reconstruir el bote de Burton, el Rawhide, un bote de alto rendimiento que se dañó cuando corría a alta velocidad, y conducirlo en la carrera anual Orange Bowl, que Jamison ha ganado los últimos tres años. Scott pide algo de «goop», un recubrimiento experimental que una de las empresas de su padre gastó mucho dinero en intentar perfeccionar (y fracasó). Entre su trabajo diurno y su trabajo en la sustancia pegajosa por la noche, a Scott le cuesta trabajo, pero cree que ha solucionado el principal defecto de la sustancia pegajosa: pierde su fuerza en el agua. Sin tiempo para probar antes de la carrera, lo aplica al casco del barco y espera que mantenga unido el Rawhide. Duster se entera de dónde está su hijo y viene a ver qué está haciendo. Para sorpresa de Scott, su padre está enormemente orgulloso de lo que está haciendo.
Mientras tanto, Jamison le propone matrimonio a Dianne. Scott entra en la suite antes de que ella pueda darle una respuesta a Jamison, pero el playboy le informa a Scott que se casarán justo después de que él gane la carrera. Dianne, sin embargo, decide abandonar su plan y regresar a casa.
En la carrera, Jamison toma la delantera en su bote, el Scarlet Lady, pero Scott lo adelanta en la línea de meta. Scott luego se ofrece a llevar a Dianne. En el camino, él le da un anillo de compromiso que compró con las ganancias de la carrera. Dianne insiste en que Scott lo devuelva, pero accede a casarse con él. Esto lleva a Scott a confesarle a Dianne quién es realmente. Ella no le cree al principio, pero cuando él le muestra su licencia de conducir, se desmaya.

## Reparto
- Elvis Presley como Scott Hayward/«Tom Wilson».
- Shelley Fabares como Dianne Carter.
- Will Hutchins como Tom Wilson/«Scott Hayward».
- Bill Bixby como James J. Jamison III.
- Gary Merrill como Sam Burton.
- James Gregory como Duster Hayward.
- Suzie Kaye como Sally.
- Harold Peary (acreditado como «Hal Peary») como Portero.
- Angelique Pettyjohn como Gloria.
- Olga Kaya como Gigi.
- Sam Riddle como Locutor.
- Jack Good como Hathaway
- Lee Krieger como camarero
- Wallace Earl (acreditada como «Amanda Harley») como Ellie.
- Sue England como Cigarrera
- Marj Dusay como Camarera.
- Charlie Hodge como el barbero del Sr. Hayward (sin acreditar).

En apariciones no acreditadas: una de las bailarinas es Teri Garr; entre los niños durante la escena de «Confidence» se encuentra un joven Corbin Bernsen; y la niña que tiene miedo de tirarse por un tobogán del patio de recreo, a quien Elvis le canta, es Lisa Slagle, quien más tarde se unió al Joffrey Ballet. El doble de esquí acuático y conducción de Presley fue Artie Warren. Warren trabajaba entonces en la escuela de esquí de Leo Benz para esquiadores acuáticos. Lee Majors se abrió camino como extra en la película, interpretando a un camarero con bigote en la escena del salón unos 22 minutos dentro de la película. Lo confirmó en 2017, en la convención de fans Florida Supercon 2017.

## Producción
Después de numerosos retrasos, la fotografía principal de Cambalache comenzó el 22 de marzo de 1967. Cambalache fue la última película por la que Presley pudo exigir y recibir un salario de 1 millón de dólares. El rendimiento de taquilla relativamente deslucido de esta película, combinado con su deseo de hacer películas más serias y menos comerciales, hizo que los estudios ya no estuvieran dispuestos a garantizarle un millón de dólares o más por su actuación.
En su libro de 1985 Elvis and Me, en el que Sandra Harmon colaboró con ella, Priscilla Presley escribe que cuando comenzó la filmación de Cambalache, la creciente angustia de Elvis con la calidad de sus películas lo llevó a un desánimo acompañado de comer en exceso que hizo que su peso se disparara de su normal 170 libras (77 kg) a 200 libras (91 kg). (Elvis, la biografía de Presley de 1981 de Albert Goldman, corrobora esta declaración que Priscilla le hizo a Harmon). Un ejecutivo de un estudio de cine le ordenó que perdiera peso rápidamente, marcando la introducción de pastillas para adelgazar a su ya excesivo régimen de medicamentos.
Durante este tiempo, debido a la participación de Larry Geller, un peluquero que más tarde se convirtió en uno de «The Guys» (también llamada «Memphis Mafia»), como Presley llamó a su séquito, en su vida, Presley estaba cada vez más interesado en estudios religiosos y espiritualidad, y estaba leyendo mucho sobre los temas. El coronel Tom Parker sintió que estas actividades distraían a Elvis de su actuación y le ordenó al cantante que no leyera ningún libro mientras se filmaba la película; no hay evidencia que indique que Presley cumplió con la directiva.
La producción se retrasó durante dos semanas al comienzo del rodaje cuando Elvis se cayó y se golpeó la cabeza en su mansión de Los Ángeles, lo que provocó una conmoción cerebral leve.
Aunque ambientada en Florida, solo se filmaron algunas imágenes de archivo de la segunda unidad, incluido el uso destacado del Miami Marine Stadium, donde se filmó la carrera culminante de lanchas rápidas, con primeros planos en California de Elvis y Bill Bixby. Prácticamente toda la película se filmó en el sur de California (lo que resultó en la escena con el sol aparentemente poniéndose sobre el océano en el este). Varias escenas exteriores de «Florida» también tienen montañas de California muy llamativas en el fondo. Otros errores incluyen campos petroleros en Florida. Los barcos en el garaje de barcos tienen números de registro que comienzan con «CF» (California) y no «FL» (Florida).
En Japón, la película se estrenó con el título alternativo Blue Miami (representado en escritura japonesa), una referencia a la película anterior de Presley Blue Hawaii.

## Banda sonora
El álbum de la banda sonora alcanzó el número 40 en la lista de álbumes de Billboard.

## Recepción
La película se estrenó en octubre de 1967, pero no tuvo un gran estreno hasta diciembre. El crítico de The New York Times, Howard Thompson, calificó la película como «un verdadero desastre navideño» y una «pequeña 'diversión' tonta y cansada», y señaló que «incluso los admiradores acérrimos de Presley, y somos uno de ellos cuando ofrece cosas como El ídolo de Acapulco y Viva Las Vegas —tendrán que esforzarse para justificar esto». Thompson criticó negativamente virtualmente todo en la película, incluidos los coprotagonistas, la música, el final predecible, el uso excesivo de la proyección trasera y las tomas de ubicación obvias de la costa oeste de los EE. UU.
Variety publicó una crítica positiva, declarándola una de las «mejores ofertas de Presley hasta la fecha, respaldada por una historia con premisas legítimas, canciones melódicas, actuación aceptable y sinuoso con una espectacular carrera de agua. El cine tiene todos los ingredientes para ser uno de los más taquilleros de Presley».
Kevin Thomas, de Los Angeles Times, escribió: «Como la mayoría de las fotografías de Presley, esta... es agradable y sin pretensiones, pero tiene una apariencia sintética. Las aspirantes a estrellas se ven lacadas, los decorados plastificados y se depende mucho del trabajo de proceso».
The Monthly Film Bulletin escribió que Presley «flota amablemente a través de una historia endeble animada solo por un toque ocasional de humor y una actuación atractiva de James Gregory como un millonario petrolero tejano arrastrando las palabras». La reseña pensó que «la única nota realmente discordante es la heroína muy poco agradable».
FilmInk sintió que Presley y Fabares no tenían la química que mostraron en Girl Happy.
El propio Presley consideró que Cambalache era su peor película.

## En la cultura popular
En la miniserie Elvis de 2005, una escena muestra a un Presley frustrado (interpretado por Jonathan Rhys-Meyers) en el set de Cambalache, filmando la escena de la motocicleta cantando «Who Needs Money». Presley también le menciona al Coronel Parker que solo firmó para hacer la película porque él [Parker] se lo dijo y que necesitaba el dinero.